# Дікомано
Дікомано (італ. Dicomano) — муніципалітет в Італії, у регіоні Тоскана,  метрополійне місто Флоренція.
Дікомано розташоване на відстані близько 240 км на північ від Рима, 27 км на північний схід від Флоренції.
Населення — 5556 осіб (2014).
Покровитель — Sant'Onofrio.

## Демографія
Населення за роками:

Станом на 1 січня 2023 року в муніципалітеті офіційно проживало 714 іноземців з 58 країн, серед них 159 громадян країн Євросоюзу та 6 громадян України.

## Сусідні муніципалітети
- Лонда
- Понтассьєве
- Руфіна
- Сан-Годенцо
- Віккьо